# Мосальские
Моса́льские или Маса́льские (пол. Massalscy) — русский, литовский и польский княжеский род, отрасль князей черниговских. Рюриковичи. Род внесён в Бархатную книгу.

## Происхождение и история рода
Родоначальник князь Юрий Святославович Карачевский (XV колено от Рюрика; сын князя карачевского Святослава Титовича и Феодоры, дочери князя литовского Ольгерда), живший во второй половине XV века, получил от своего отца в удел город Мосальск и стал первым удельным князем Мосальским (одно из верхнеокских княжеств).
В конце XV века князья Мосальские стали ленниками Великого княжества Литовского. От трёх сыновей Юрия Святославича — князей Владимира, Василия и Семёна Юрьевичей — пошли три ветви рода:
- Из потомков князя Владимира Юрьевича князь Афанасий-Владислав в начале XVIII века был взят в плен и остался в России с потомством.
- Правнуки князя Василия Юрьевича князья Василий Кольцо, Андрей, Роман и Пётр Семёновичи вернулись в русское подданство, причём князь Василий Семёнович Кольцо стал родоначальником отдельной ветви Кольцовых-Мосальских.
- Правнук князя Семёна Юрьевича, князь Иван Дмитриевич Клубок, также перешедший из Литвы в Россию, стал родоначальником ветви князей Клубковых-Мосальских , угасшей в первой половине XVII века. Кроме них, вернулись в подданство России внуки князя Семёна Юрьевича братья князья Дмитрий и Семён Ивановичи.

Мосальский Василий Михайлович Рубец (с 1605) и Владимир Васильевич Кольцо (с 1606) пожалованы боярским чином.
Остальные отрасли князей Мосальских остались служить Речи Посполитой, где им принадлежал Друйский замок на берегу Западной Двины. Одним из основных мест проживания рода в ВКЛ был город Гродно, где частично сохранился дворец Мосальских. Гродненская линия имела в XVIII веке статус магнатской. Из этой линии происходили наиболее известные литовские представители рода, которые занимали высшие военные и духовные должности страны:
- Масальский, Михаил Юзеф (1700—1768) — великий гетман литовский.
- Масальский, Игнацы Якуб (1727—1794) — его сын, епископ Виленский.
- Масальский, Юзеф Адриан (1726-1765) — сын Михаила, подскарбий надворный ВКЛ.

Потомки литовской ветви Мосальских живут в наше время в Польше.
Определением же Правительствующего Сената (07 апреля 1864) утверждено постановление Новгородского Дворянского Депутатского Собрания (09 марта 1864) о сопричислении к роду князей Мосальских его жены Софьи Владимировны и их детей: Владимира, Веры и Елизаветы.
В Боярских книгах писались ответвления рода: Александровы-Мосальские, Литвиновы-Мосальские, Клубковы-Мосальские, Кольцовы-Мосальские.

## Историко-этимологический анализ фамилии
Фамилию Мосальских, князья приняли от владения предками их городом Мосальском (Калужская губерния), а имя Кольцовых от предка, имеющего прозвание Кольцо.

## Дворяне Масальские
Дворяне Масальские (не князья), потомство Данилы Масальского (в службу вступил (с 1763), произведён в полковники (17 июля 1790), пожалован на дворянское достоинство дипломом (4 марта 1792) (ОГ. I. 131.)).
Внук Д. А. Масальского, генерал-лейтенант Николай Фёдорович Мосальский и его род определением Правительствующего Сената от 7 сентября 1862 признаны в княжеском достоинстве, со внесением в пятую часть дворянской родословной книги.
Масальский, штабс-капитан Фанагорийского гренадерского полка, погиб в Бородинском сражении (24 и 26 августа 1812), его имя записано на стену храма Христа Спасителя в г. Москве.

## Известные представители
- Князь Мосальский Василий Михайлович Литвин — воевода.
- Князь Мосальский Фёдор Осипович — воевода.
- Князь Мосальский, Василий Семёнович Ус — воевода.
- Князь Мосальский Фёдор Александрович Гладыш — воевода
- Князь Кольцов-Мосальский Владимир Васильевич — воевода в Валуйках (1600).
- Князь Кольцов-Мосальский Василий Михайлович — воевода в Мангазее (1601—1603).
- Князь Кольцов-Мосальский Иван Владимирович — воевода в Таре (1601).
- Князь Рубцов-Мосальский Василий Михайлович — письменный голова, воевода в Тобольске (1601—1602).
- Князь Мосальский Дмитрий Васильевич — воевода в Рославле (1606—1607).
- Князь Рубцов-Мосальский Василий Михайлович — воевода в Одоеве (1609).
- Князь Клубков-Мосальский Владимир Иванович — окольничий, воевода в Кашине (1614), Суздале (1616).
- Князь Клубков-Мосальский Владимир Иванович Шаня — воевода.
- Князь Мосальский Иван Данилович — воевода в Серпухове (1614—1615 и 1619), московский дворянин (1627).
- Князь Мосальский Иван Львович — воевода в Серпухове (1616—1618), Кашире (1619—1620), Галиче (1629), московский дворянин (1627—1640).
- Князь Мосальский Тимофей Владимирович — воевода.
- Князь Мосальский Фёдор Фёдорович — воевода.
- Иларион (Масальский) († 1609) — иеромонах Супрасльского монастыря Гродненской губернии.
- Князь Клубков-Мосальский Пётр Владимирович — стольник, воевода в Кашире (1616—1617), Романове на Волге (1618—1619), Козмодемьянске (1623), Перми (1627), московский дворянин (1627—1629) († 1634).
- Князь Мосальский Фёдор Иванович — патриарший стольник (1627—1629), стольник (1636—1640).
- Князь Литвинов-Мосальский Андрей Фёдорович — окольничий (1629 и 1636—1658), московский дворянин (1629), воевода в Путивле (1630—1633), Астрахани (1646—1649).
- Князь Мосальский Пётр — воевода в Калуге (1631).
- Князь Клубков-Мосальский Семён Васильевич — стольник (1627—1640), воевода в Костроме (1633), Ельце (1636—1639), Томске (1640—1643), московский дворянин (1658).
- Князь Мосальский Андрей Семёнович — воевода.
- Князь Литвинов-Мосальский Василий Васильевич — воевода.
- Князья Литвиновы-Мосальские: Тимофей и Богдан, Тимофей Дементьевич — дьяки (1658—1692), (Богдан † 1662).
- Князь Кольцов-Мосальский Андрей Михайлович — воевода.
- Князь Кольцов-Мосальский Михаил Андреевич — стольник, воевода в Симбирске (1664—1665).
- Князь Литвинов-Мосальский Иван Денисович — стряпчий (1676), стольник (1680—1686).
- Князь Литвинов-Мосальский Макар Андреевич — московский дворянин (1681).
- Князья Кольцовы-Мосальские: Иван и Андрей Михайловичи — воеводы в Томске (1680—1686).
- Князь Литвинов-Мосальский Митрофан Иванович — стряпчий (1683—1692), стольник (1693).
- Князь Литвинов-Мосальский Константин Тимофеевич — стольник царицы Прасковьи Фёдоровны (1686—1692).
- Князь Литвинов-Мосальский Афанасий Иванович — московский дворянин (1692)[7][5].